# Donja Bukovica (Valjevo)
Pour les articles homonymes, voir Donja Bukovica.
Donja Bukovica (en serbe cyrillique : Доња Буковица) est un village de Serbie situé sur le territoire de la ville de Valjevo, district de Kolubara. Au recensement de 2011, il comptait 457 habitants.

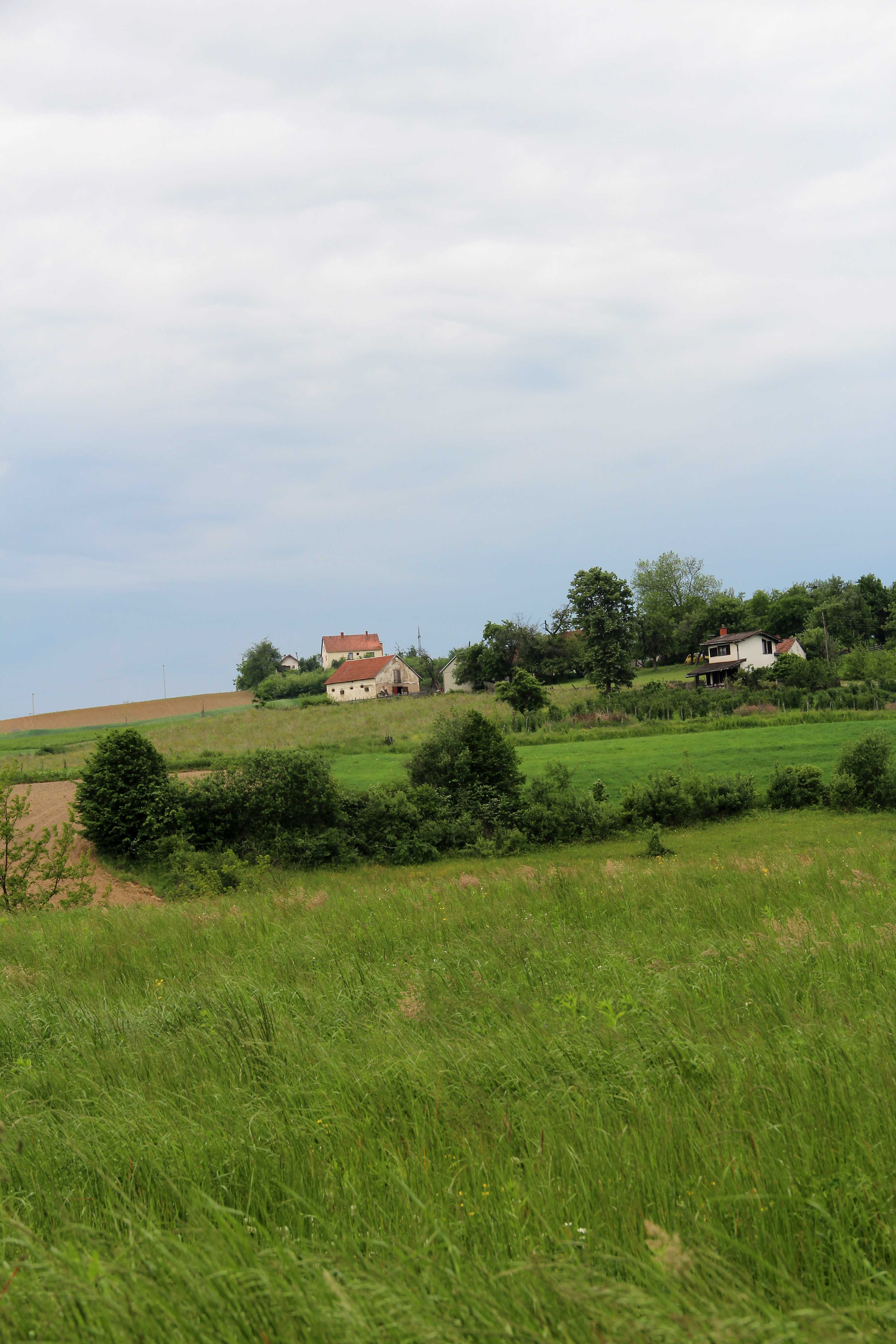
village de Donja Bukovica - village panorama
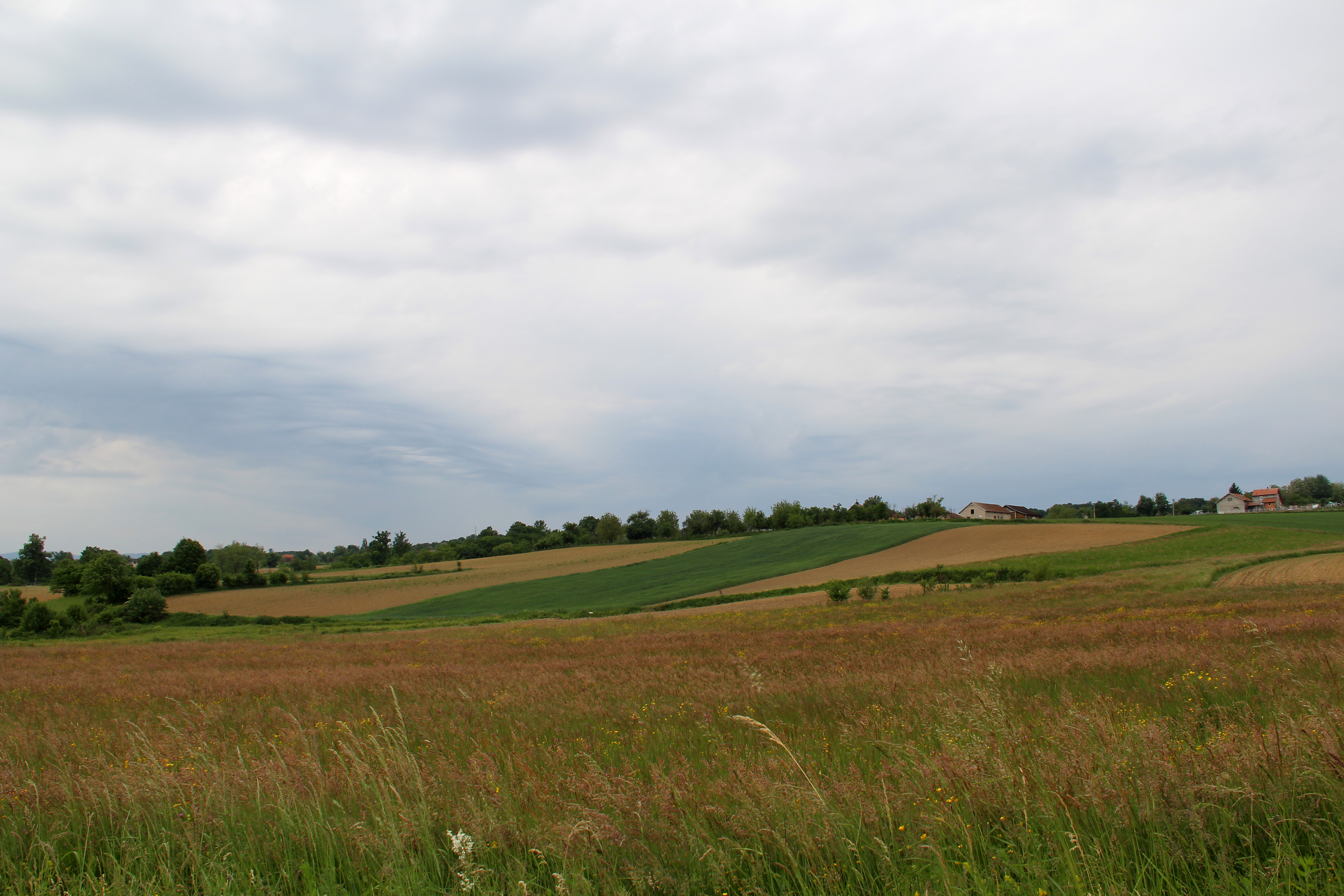
village de Donja Bukovica - village panorama
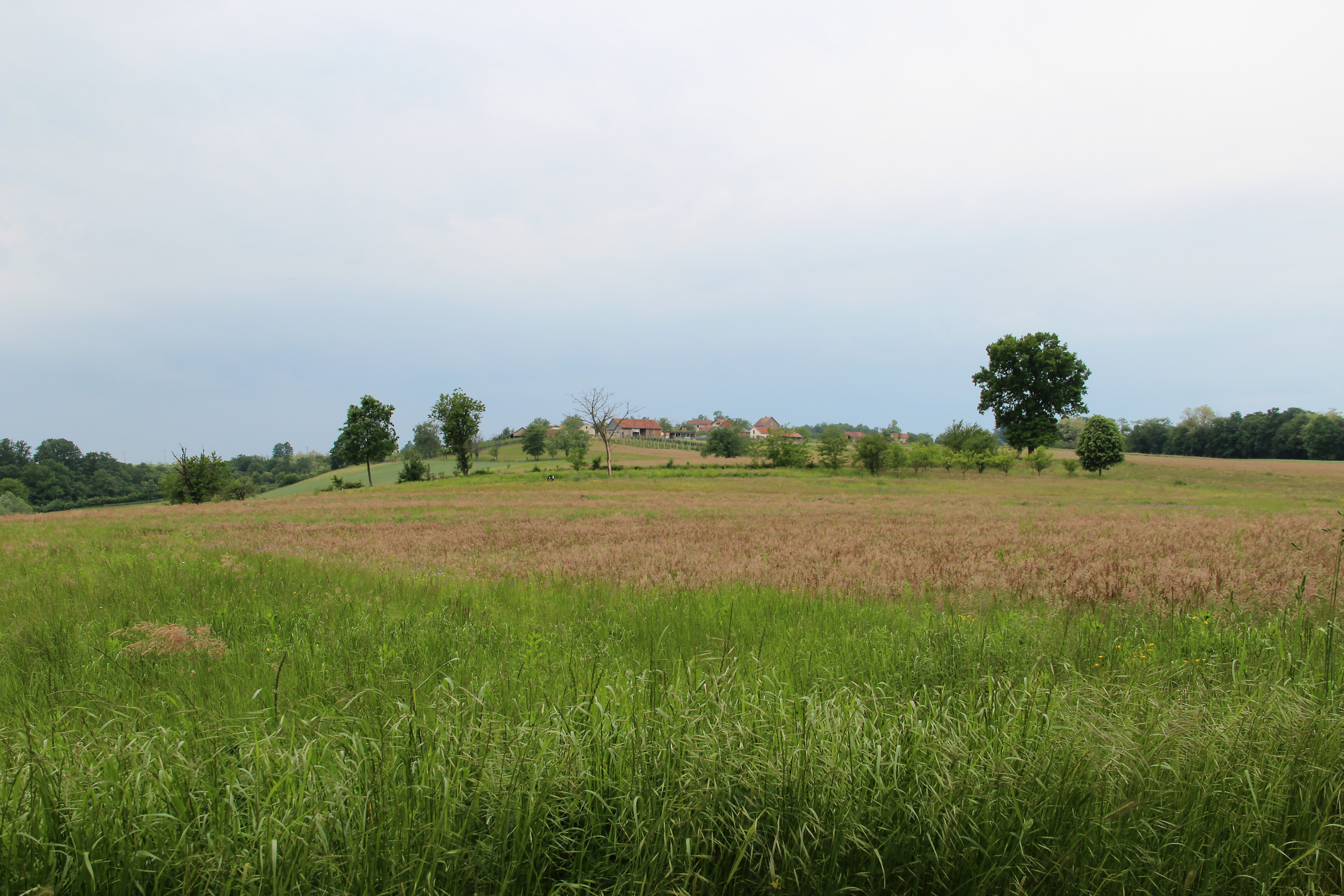
village de Donja Bukovica - village panorama
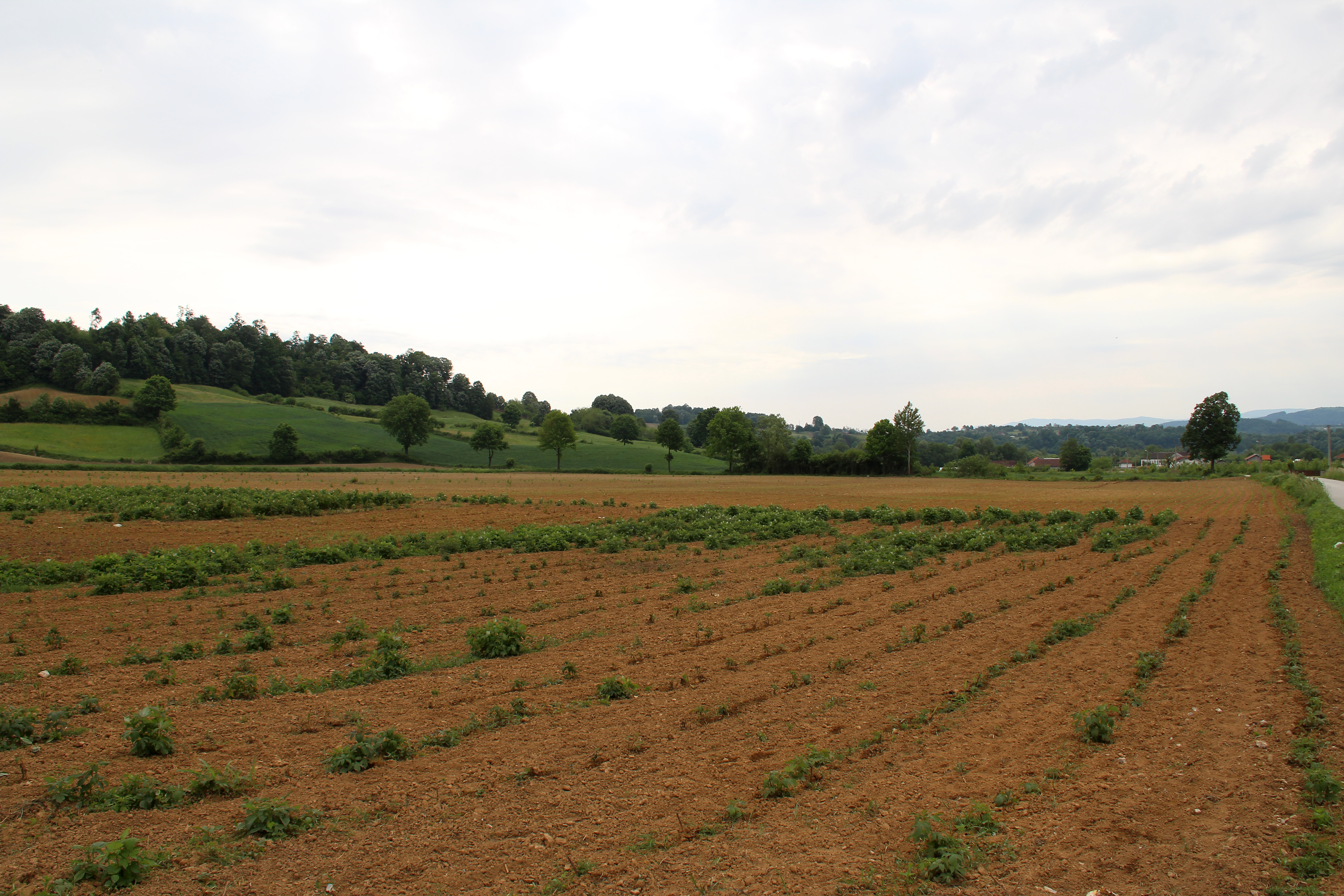
village de Donja Bukovica - village panorama
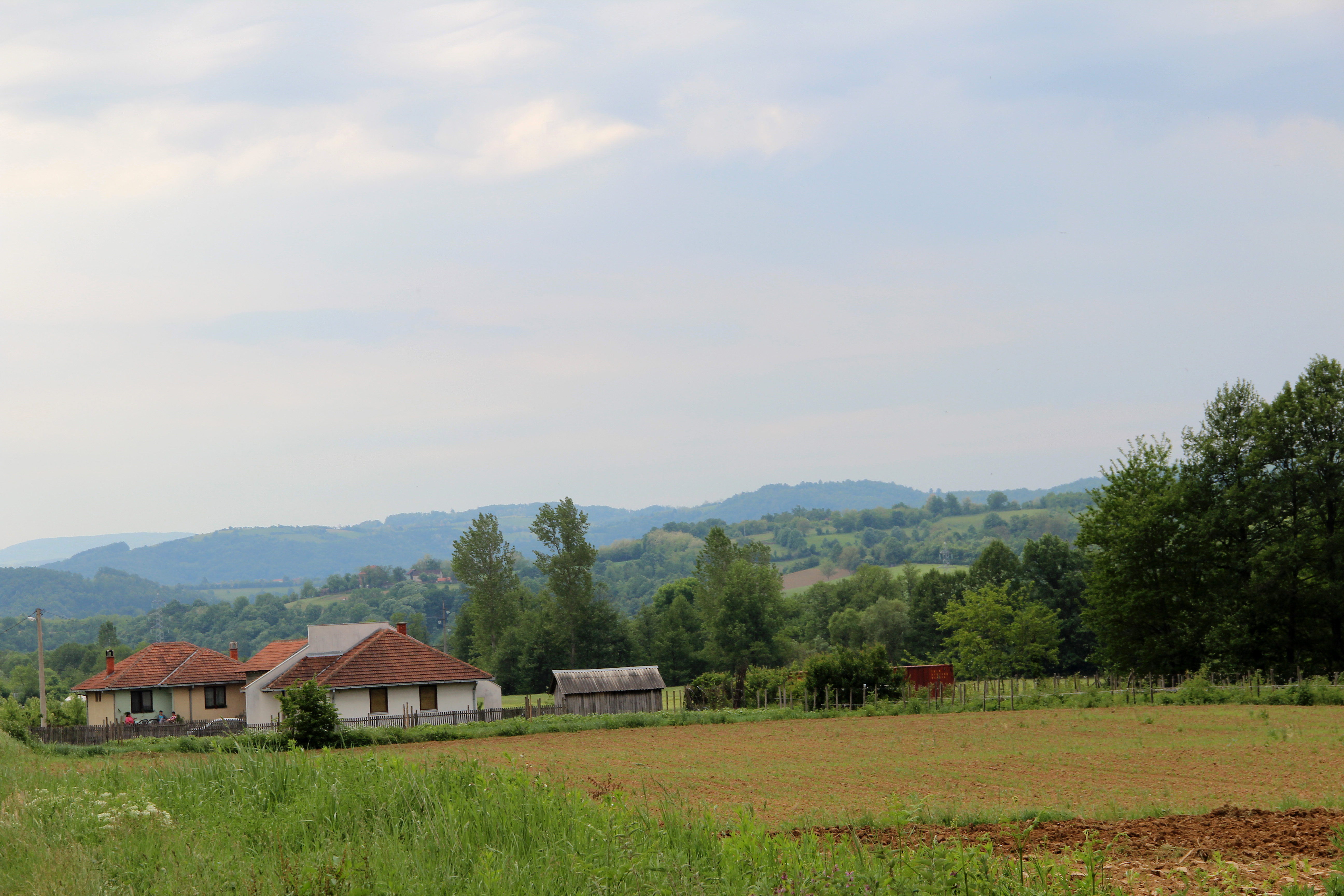
village de Donja Bukovica - village panorama
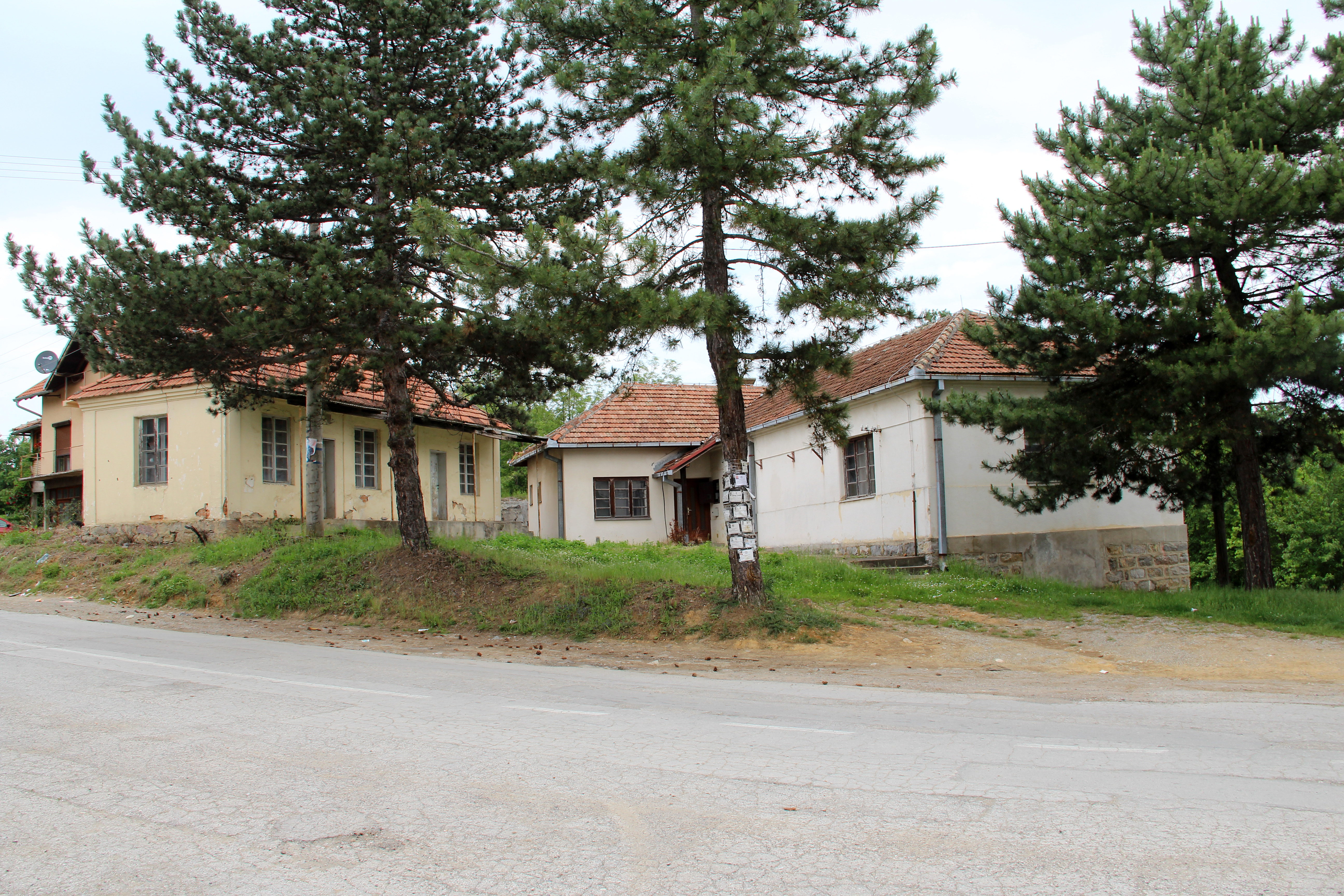
village de Donja Bukovica - place Caric - centre
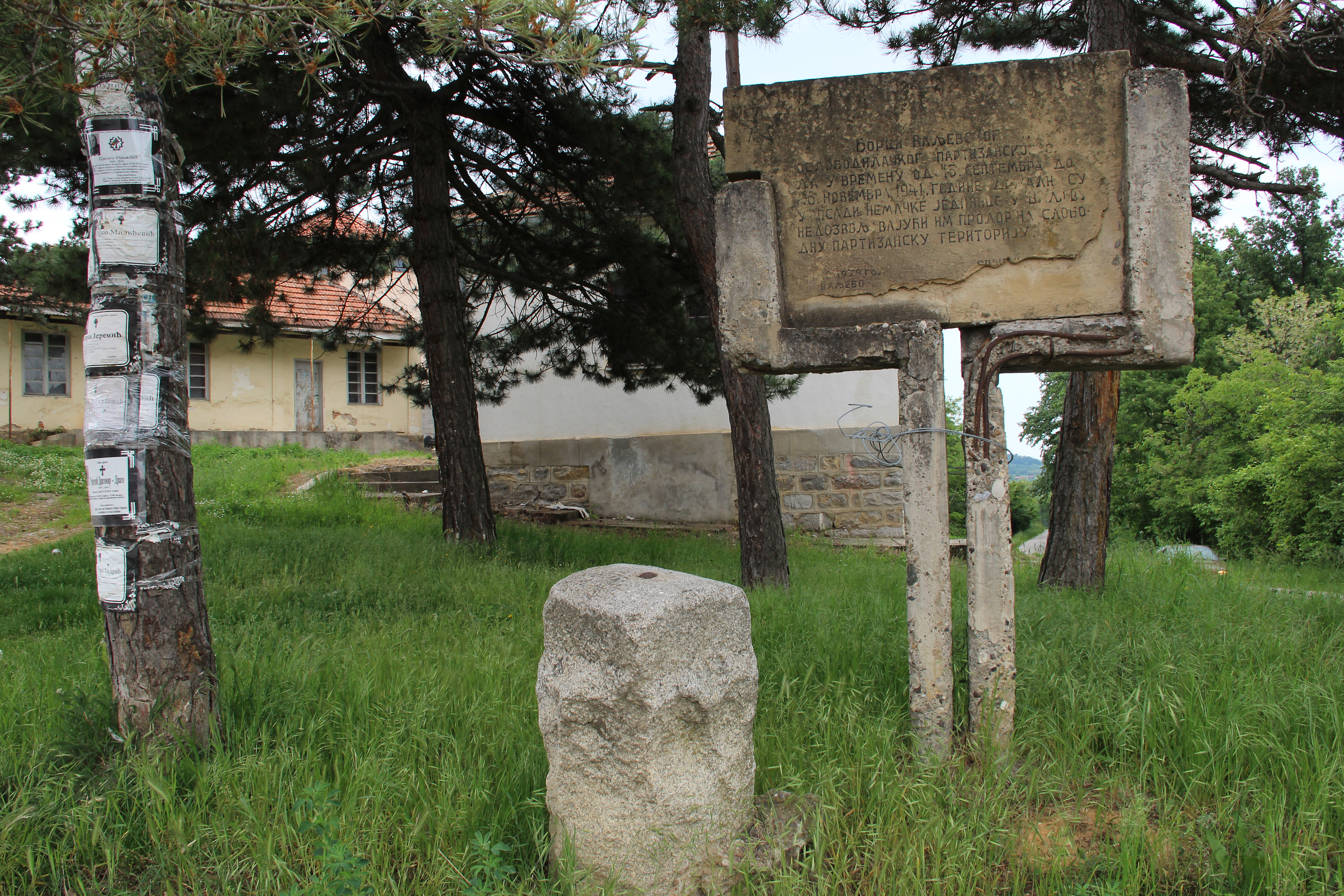
village de Donja Bukovica - place Caric - le monument à la révolution

## Démographie

### Évolution historique de la population
| 1948 | 1953 | 1961 | 1971 | 1981 | 1991 | 2002 | 2011 |
| ---- | ---- | ---- | ---- | ---- | ---- | ---- | ---- |
| 987  | 977  | 924  | 837  | 727  | 658  | 556  | 457  |

|  |